# Canal (muntanya)

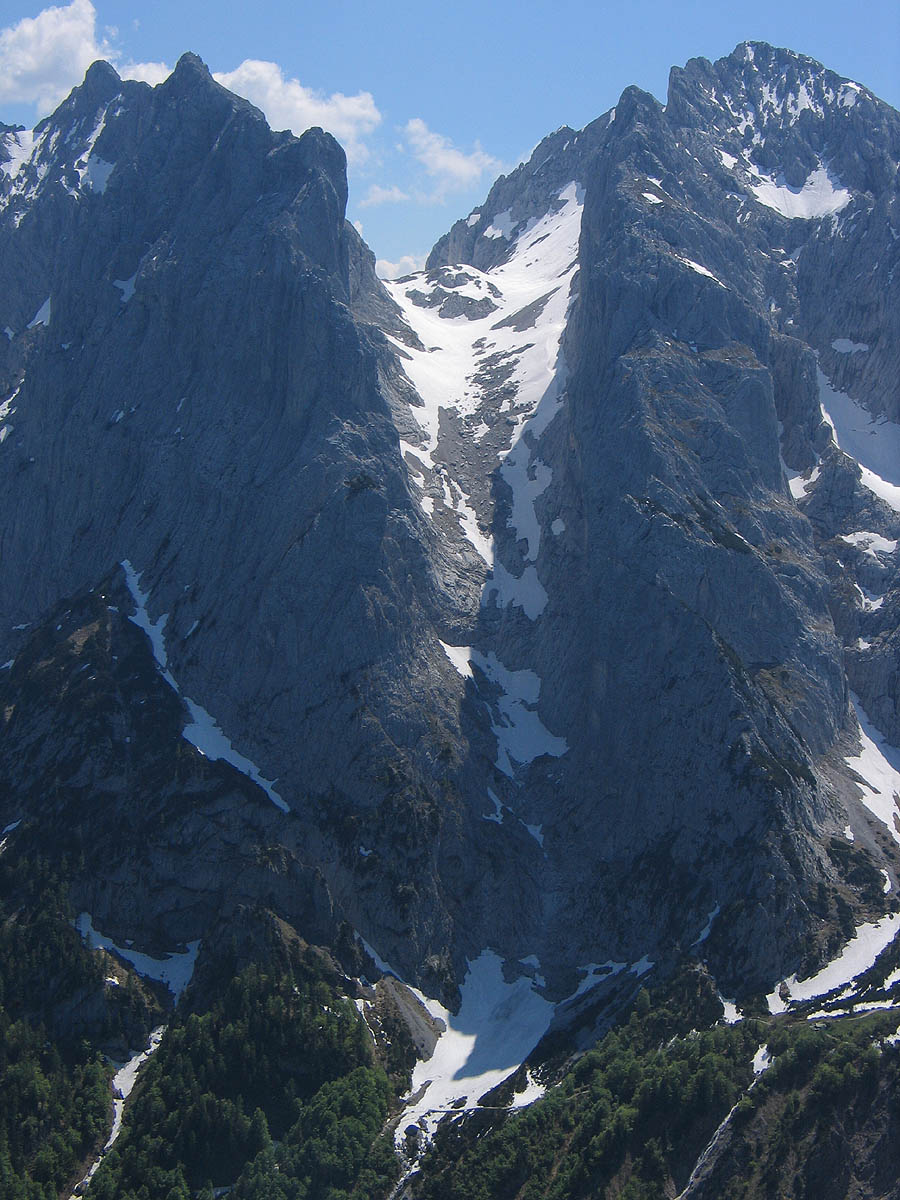
La canal Steinerne Rinne vist des del nord amb els cims de Predigtstuhl (l) i Fleischbank (r) a les muntanyes Kaiser austríaques

Una canal (fr, "couloir" ː "passatge" o "corredor") és un passatge estret amb un fort desnivell en un terreny muntanyós.

## Geologia

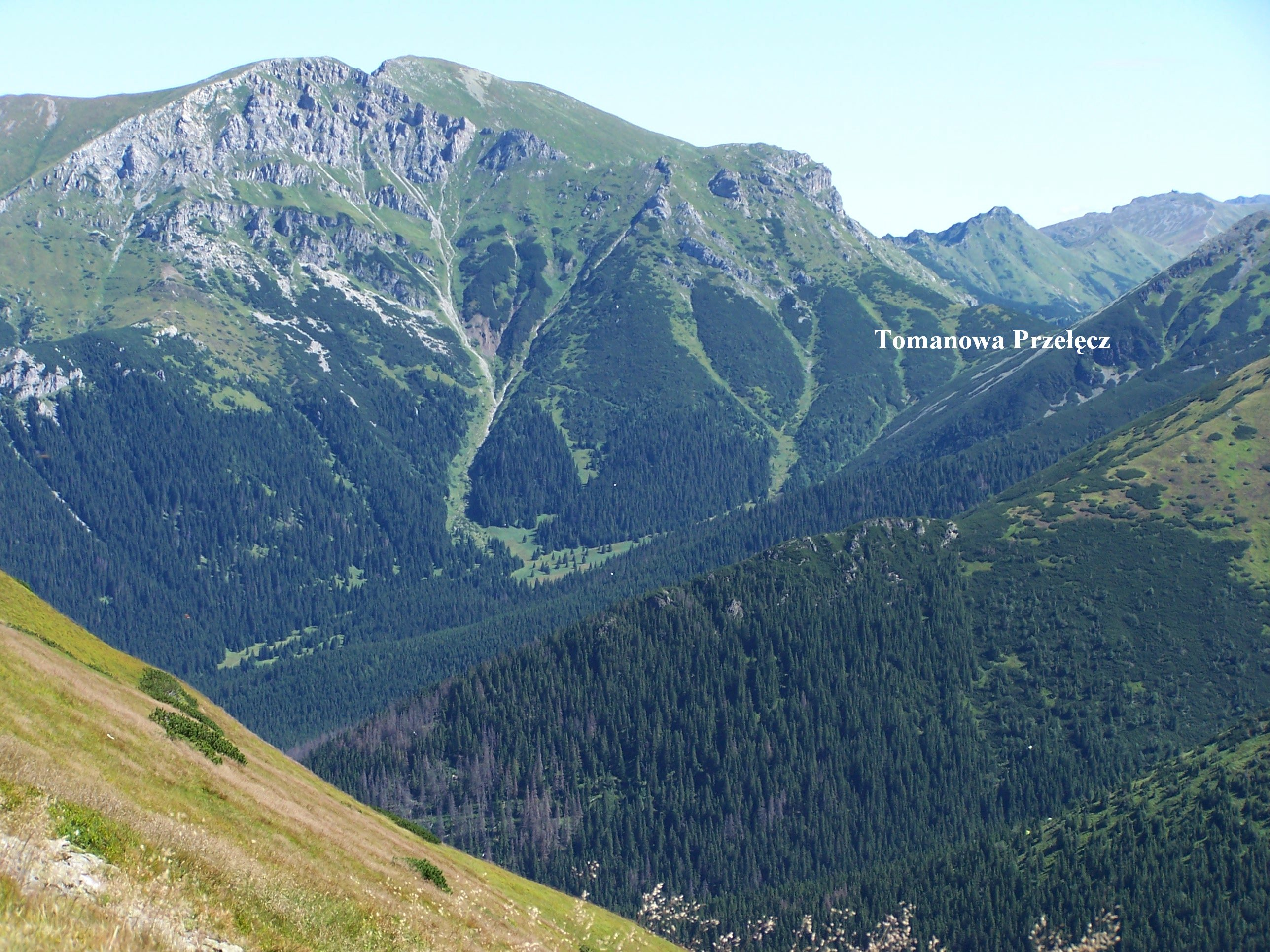
"Couloir vermell" a les muntanyes Tatra poloneses

Una canal pot ser una fissura o una esquerda vertical en una massís muntanyós. Tot i que sovint estan envoltades per roques i parets de penya-segats escarpades, les canals també poden estar menys ben definides i sovint poden ser simplement una línia de talús trencats o tarteres que ascendeixen pel vessant de la muntanya i vorejades per arbres, roques o altres característiques naturals. Les canals són especialment visibles als mesos d'hivern, quan son plenes de neu o gel. Aquestes característiques físiques fan que l'ús de les canals sigui popular tant per a l'alpinisme com per a l'esquí extrem.

## Esports d'hivern
Les canals solen ser considerades com a recorreguts fora de pista, i com a tals sovint no estan marcades als mapes de les pistes d'esquí (amb algunes excepcions, com el Grand Couloir a Courchevel, que té classificacions històricament variables però que ara es classificada com una pista negra a la classificació de dificultat).
Alguns exemples coneguts de canalsː
- El Massís del Mont Blanc posseeix nombroses canals famoses i visitats amb freqüència com el Couloir Gervasutti, el Couloir Breche Nonne, el Couloir Chevalier, el Couloir dels Cosmiques
- Als Estats-Units, canals conegudes son el Couloir de Corbet del Jackson Hole Mountain Resort (Wyoming), el "Nancy's Couloir" del Sugar Bowl Ski Resort (Califòrnia), la cursa "Big Couloir" (amb un pendent de 50 graus durant més de 300 metres de desnivell) i Little Couloir (un recorregut menys conegut ubicat al costat del Big Couloir, que té un pendent encara més pronunciat entre 55 i 60 graus, amb entrada d'uns 59 graus) al Big Sky Resort de Montana.
- A Blackcomb Mountain, Whistler-Blackcomb (Columbia Britànica), hi ha l'anomenat "Couloir Extreme" que s'hi pot accedir mitjançant un telecadira.
- El couloir de Norton a la cara nord de l'Everest, que fou baixat per primer cop amb planxa de surf pel francès Marco Siffredi el 2001